# Кальєнте (Невада)
Кальєнте (англ. Caliente) — місто (англ. city) в США, в окрузі Лінкольн штату Невада. Населення — 990 осіб (2020).

## Географія
Кальєнте розташований за координатами 37°36′45″ пн. ш. 114°31′10″ зх. д. / 37.61250° пн. ш. 114.51944° зх. д. (37.612398, -114.519524).  За даними Бюро перепису населення США в 2010 році місто мало площу 4,84 км², уся площа — суходіл. В 2017 році площа становила 149,22 км², уся площа — суходіл.

### Клімат
| Клімат : Кальєнте       | Клімат : Кальєнте | Клімат : Кальєнте | Клімат : Кальєнте | Клімат : Кальєнте | Клімат : Кальєнте | Клімат : Кальєнте | Клімат : Кальєнте | Клімат : Кальєнте | Клімат : Кальєнте | Клімат : Кальєнте | Клімат : Кальєнте | Клімат : Кальєнте | Клімат : Кальєнте |
| Показник                | Січ.              | Лют.              | Бер.              | Квіт.             | Трав.             | Черв.             | Лип.              | Серп.             | Вер.              | Жовт.             | Лист.             | Груд.             | Рік               |
| Абсолютний максимум, °C | 21,7              | 27,2              | 32,2              | 34,4              | 39,4              | 42,8              | 43,3              | 42,2              | 41,1              | 35,0              | 27,8              | 21,7              | 43,3              |
| Середній максимум, °C   | 8,0               | 11,3              | 15,9              | 20,5              | 25,9              | 31,4              | 35,2              | 33,9              | 29,6              | 23,0              | 15,1              | 9,1               | 21,6              |
| Середній мінімум, °C    | −7,9              | −5,1              | −2,1              | 1,3               | 5,6               | 9,7               | 13,7              | 12,9              | 7,8               | 1,7               | −3,8              | −7,3              | 2,3               |
| Абсолютний мінімум, °C  | −22,8             | −22,8             | −16,7             | −9,4              | −5,6              | 0,6               | 4,4               | 1,1               | −3,9              | −12,2             | −17,8             | −22,8             | −22,8             |
| Норма опадів, мм        | 21                | 24                | 26                | 18                | 13                | 8                 | 20                | 23                | 15                | 20                | 17                | 17                | 222               |
| ----------------------- | ----------------- | ----------------- | ----------------- | ----------------- | ----------------- | ----------------- | ----------------- | ----------------- | ----------------- | ----------------- | ----------------- | ----------------- | ----------------- |
| Джерело:                |                   |                   |                   |                   |                   |                   |                   |                   |                   |                   |                   |                   |                   |

## Демографія
Згідно з переписом 2010 року, у місті мешкало 1130 осіб у 434 домогосподарствах у складі 244 родин. Густота населення становила 234 особи/км².  Було 530 помешкань (110/км²).
Расовий склад населення:
| - 84,5 % — білих - 3,9 % — чорних або афроамериканців - 2,4 % — корінних американців - 0,9 % — азіатів - 0,2 % — вихідців з тихоокеанських островів - 4,3 % — осіб інших рас |

До двох чи більше рас належало 3,8 %. Частка іспаномовних становила 8,8 % від усіх жителів.
За віковим діапазоном населення розподілялося таким чином: 30,7 % — особи молодші 18 років, 51,3 % — особи у віці 18—64 років, 18,0 % — особи у віці 65 років та старші. Медіана віку мешканця становила 36,0 року. На 100 осіб жіночої статі у місті припадало 110,0 чоловіків;  на 100 жінок у віці від 18 років та старших — 97,7 чоловіків також старших 18 років.
Середній дохід на одне домашнє господарство  становив 53 182 долари США (медіана — 37 647), а середній дохід на одну сім'ю — 58 979 доларів (медіана — 50 750). За межею бідності перебувало 10,6 % осіб, у тому числі 17,5 % дітей у віці до 18 років та 0,0 % осіб у віці 65 років та старших.
Цивільне працевлаштоване населення становило 424 особи. Основні галузі зайнятості: освіта, охорона здоров'я та соціальна допомога — 26,7 %, мистецтво, розваги та відпочинок — 23,8 %, публічна адміністрація — 19,6 %.